# Patrick Mutuku Ivuti

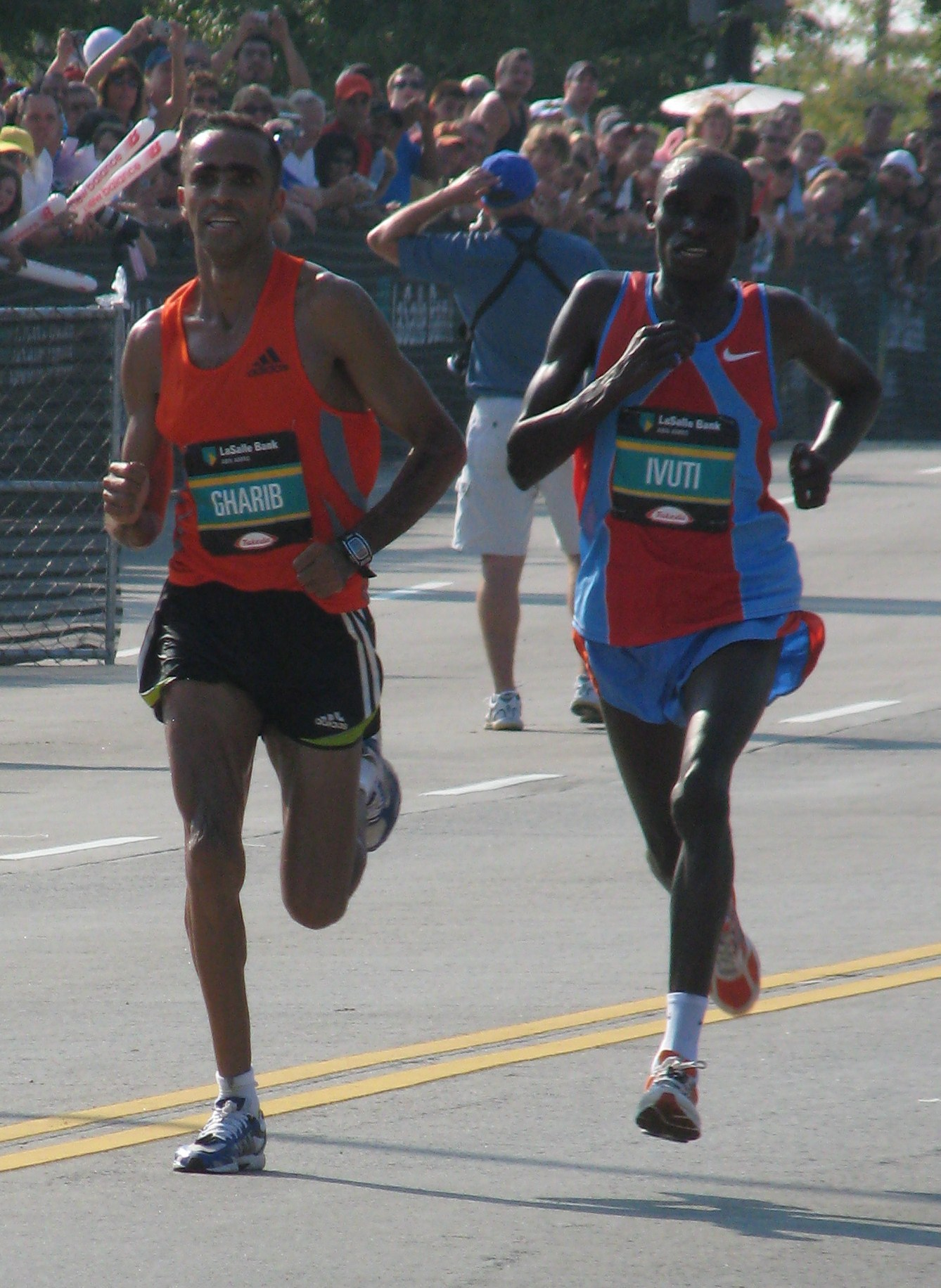
Ivuti (rechts) 2007 in Chicago

Patrick Mutuku Ivuti (* 30. Juni 1978) ist ein kenianischer Langstreckenläufer, der sich in den letzten Jahren auf den Marathon spezialisiert hat.
1999 wurde er Zweiter bei den Crosslauf-Weltmeisterschaften, und bei den Olympischen Spielen 2000 in Sydney belegte er den vierten Platz im 10.000-Meter-Lauf.
2002 lief er mit 59:45 min in Udine Weltjahresbestzeit im Halbmarathon, und bei den Crosslauf-Weltmeisterschaften 2003 holte er erneut Silber. 2005 wurde er bei seinem Debüt über die Marathondistanz Fünfter beim Chicago-Marathon in seiner Bestzeit von 2:07:46 h.
2007 wurde er zunächst Fünfter beim Rotterdam-Marathon und siegte dann, bei über 30° Hitze, in Chicago in 2:11:11 h, mit gerade einmal 0,05 Sekunden Vorsprung auf den Zweiten Jaouad Gharib.
2008 gewann er den Honolulu-Marathon in 2:14:35 h. 2009 stellte er beim Prag-Marathon mit 2:07:48 h einen Streckenrekord auf und gewann in 2:12:14 h erneut auf Honolulu.